# Предраг Вукић
Предраг Вукић (Цетиње, 9. јун 1966 — 24. јул 2019) био је српски историчар, пјесник и архивски стручњак из Црне Горе.

## Биографија
Завршио је историју на Филозофском факултету Универзитета у Београду.
Радио је у Државном архиву Црне Горе од 1990. до смрти.
У својству сарадника Светигоре реализовао је емисије као што су: Историја Цркве у Црној Гори, Свети Петар Цетињски и његово доба, Кроз старе списе, Успомене Серафима Кашића, О Светом Јовану Владимиру, Цетињски манастир кроз историју и друге.
Био је посвећени вјерник Српске православне цркве и радио је сакупљању новца за подизање храмова. Носилац је Ордена Светог Саве. Над одром му је богослужио митрополит Амфилохије.
Важио је за једног од најбољих познавалаца архивске грађе Црне Горе.

## Дјела
- Српство у Црној Гори, 2004.[1][4]
- Љетописи основних школа у Књажевини Црној Гори[1]
- Храм Светог апостола Матеја на Вилусима[1]
- Миграциона струјања из Голије крајем 19. и почетком 20. вијека[1]
- Митрополија црногорско-приморска на распећу историје[1]
- Политика као врело народног духа[1]
- Из главе цијела народа[1]
- Библиографија радова Државног архива[1]
- Чекајући Христа, збирка поезије[1]
- Глас моје душе, збирка поезије[1]
- Господе, у срцу те носим, збирка поезије[1]
- Пјевајмо Господу, збирка поезије[1]

Приређивач
- Успомене архимандрита острошког Серафима Кашића[1]
- Митрополит Митрофан Бан[1]
- Животопис Светог Петра Цетињског[1]